# 洞爺湖
洞爺湖（とうやこ）は、北海道虻田郡洞爺湖町と有珠郡壮瞥町にまたがる湖。二級河川長流川水系に属する。周辺が支笏洞爺国立公園に指定されており、洞爺湖有珠山ジオパークとして『日本ジオパーク』『世界ジオパーク』に登録されている。また、「日本百景」「新日本旅行地100選」「美しい日本の歩きたくなるみち500選」にも選定されている。

## 地理
北海道南西部に位置し、「洞爺カルデラ」内にできた湖。面積は日本で9番目、カルデラ湖としては屈斜路湖、支笏湖に次いで日本で3番目の大きさである。水深は180ｍあり、日本で6番目に深い湖である。
東西約11キロメートル、南北約9キロメートルのほぼ円形の湖で、有珠山・昭和新山・洞爺湖温泉などがあり北海道有数の観光地域となっている。湖畔の南側を北海道道2号洞爺湖登別線、北西部を北海道道578号洞爺虻田線、東側を北海道道132号洞爺公園洞爺線が通っており、湖畔を一周することができる。
中央に浮かぶ「中島」（面積 4.85平方キロメートル）の最高点トーノシケヌプリ（標高 455メートル）を中心として東北東～南東～南南西にかけてが壮瞥町、それ以外が洞爺湖町になっている。なお、中島には1960年（昭和35年）頃に2世帯6人の定住者がいたが、現在は定住者はいない。
- 島：中島（大島、観音島、弁天島、饅頭島）、珍小島
- 流入河川：ソウベツ川、大川など
- 流出河川：壮瞥川

## 名称の由来
アイヌ語の「トヤ（to-ya）」（湖・岸）に由来する普通名詞である。本来は湖の北岸を指す地名であったが、和人によって洞爺と当て字され、湖の名となった。現在では湖の北岸である本来のトヤは、「向洞爺」と呼ばれている。アイヌの人々は単に「ト（to）」（湖）と呼んでいたと考えられる。

## 洞爺カルデラ

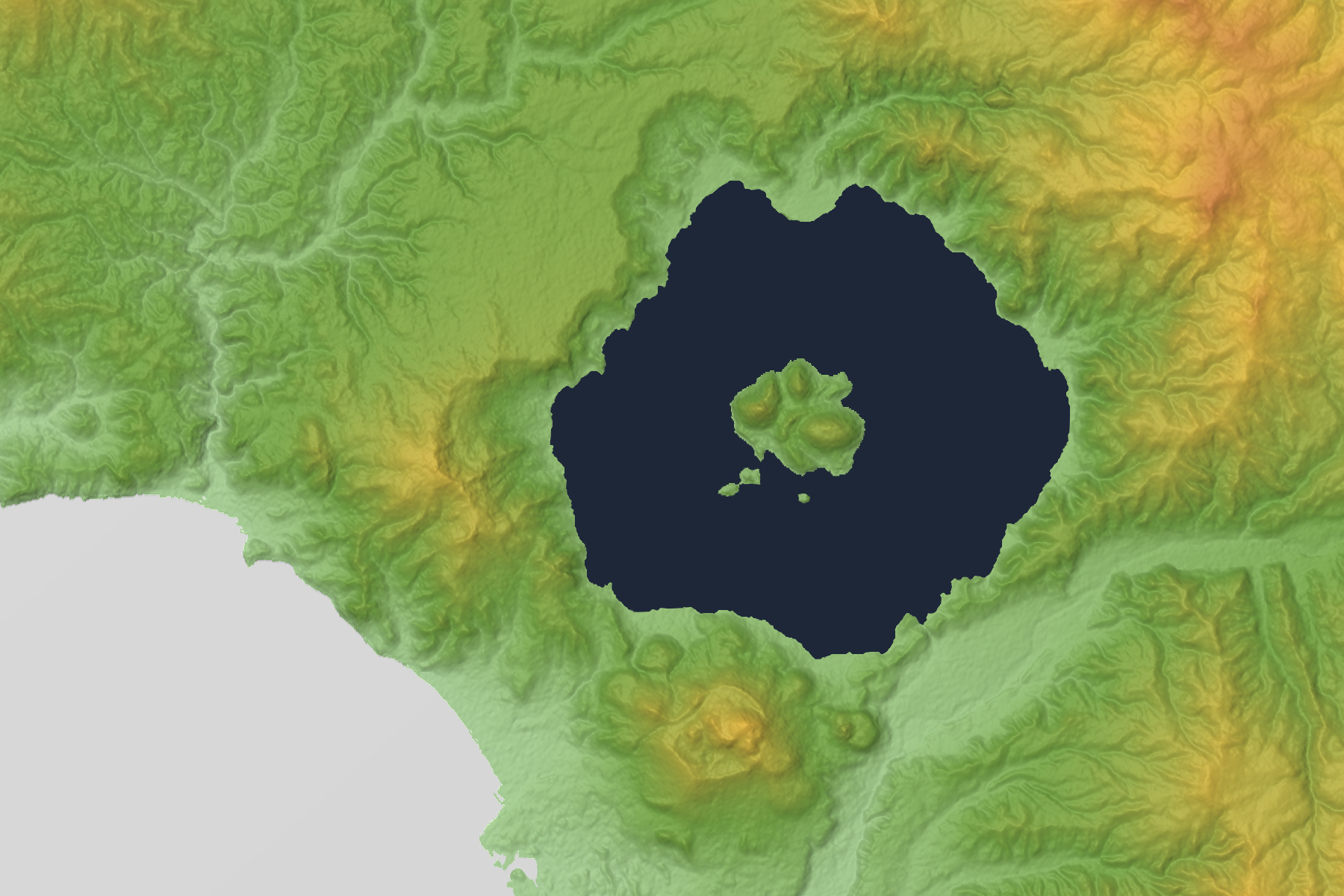
カルデラの地形図。湖の下部で突き出ているのが有珠山（活火山）。スペースシャトル標高データ使用。

約10.6 - 10.9万年前に洞爺火砕流をともなう噴火が起こり、「洞爺カルデラ」が形成された。このときに放出された火山噴出物の総体積は230 - 310立方キロメートル（100 - 140立方キロメートル DRE）のVEI-7で、カルデラの周囲には厚さ数十メートルの火砕流台地が形成されている。この大規模な噴火による火山灰は北海道から東北にかけての広い範囲の地層に見られる。
湖の中央に浮かぶ4つの島を総称して「中島」と呼ぶ。これは約5万年前の火山噴火にともなって形成された溶岩ドームと火砕丘の集まりであり、湖底を含めると11の火山体が確認されている。2万年ほど前から洞爺湖の南岸で噴火が繰り返され、有珠山が誕生した。

## 変遷

### 湖水水質
元々は極貧栄養湖で透明度は高かったが、閉山した鉱山廃水や洞爺湖温泉街をはじめとした排水の流入が増えていったため透明度の低下が著しい。
1920年に電源開発を目的に流出河川に建設された壮瞥発電所と、長流川の川水を利用した洞爺発電所、さらに従来流入していなかった長流川上流部に建設された久保内ダムなどにより、長流川の川水が流入することになった。長流川上流には1907年頃より相次いで操業していた幌別硫黄鉱山、徳舜瞥鉱山、弁景鉱山があり、1939年から1973年の閉山までpH2ほどの鉱山廃水が洞爺湖に流入し続けた。湖水は1970年にpH5まで酸性化し続けた結果、多くの生物が死滅した。
これに伴い、1973年から長流川上流の鉱山廃水の中和事業が本格的に行われた。また、1977年（昭和52年）の有珠山の噴火によって大量の火山灰が洞爺湖へ降り注いだことから、アルカリ性の火山灰によって酸性の湖水が中和され、1995年にはpH7前後まで回復した。ただし、中和事業による作用と火山灰による作用のどちらが勝ったのかは不明である。

### 漁業
在来種はアメマス、ウグイ、ヨシノボリ、ハナカジカ等で、現在までにワカサギ、ヒメマス、ニジマス、サクラマス、コイ、ブラウントラウト等が漁業および遊漁を目的として人為放流されている。1970年代を中心に湖水が酸性化した影響で生息数と魚種の減少がみられたが、現在では酸性化の影響は残っていない。
ヒメマスは阿寒湖から1893年に最初の放流（卵）が行われ、1908年には支笏湖から放流された。漁獲量は1930年頃には年間25トンあり、最も漁獲量が多かったのは1950年代で100トン程の漁獲があったが、鉱山廃水による湖水の酸性化により漁獲量は急激に減少した。その後、水質の回復を受けて1986年には50トンまで漁獲量が回復した。ワカサギは1912年に霞ヶ浦から移植された。ニジマスは1926年に、サクラマスは1928年に千歳孵化場から移植された。
流出河川の壮瞥川ではアイヌがのぼり簗漁でシロザケを漁獲していた記録に残っているが、湖産の魚類を捕獲していたかは不明である。

### 中島のエゾシカ
1957年から1966年にかけて、オス1頭、メス2頭の3頭のエゾシカが観光資源として人為的に島に導入された。その後、エゾシカの個体数は急激な増加と減少を繰り返しており、ピーク時には400頭を超え、その採食圧によって中島の植生に大きな影響を与えていることが指摘されている。

## 北海道洞爺湖サミット
2008年（平成20年）7月7日 - 7月9日の日程で「第34回主要国首脳会議」（北海道洞爺湖サミット）がザ・ウィンザーホテル洞爺リゾート&スパを会場に開催された。

## 洞爺湖有珠山ジオパーク
洞爺湖有珠山周辺地域が、地質学的に貴重な遺産を保護しながら地域の教育や科学振興及び観光事業に活用し、持続可能な方法で地域活性化を図ることが可能な地域であるとして、国際連合教育科学文化機関（UNESCO）の支援により設立された世界ジオパークネットワーク（GGN）への加盟申請が行われ、2009年（平成21年）8月22日に認められ洞爺湖有珠山ジオパークが「世界ジオパーク」に認定された（前年には「日本ジオパーク」に認定されている）。

## 周辺
- 洞爺湖遊覧船
- とうや湖ぐるっと彫刻公園
- 洞爺湖ビジターセンター・洞爺湖町立火山科学館
- 北海道洞爺湖サミット記念館
- 有珠山
- 有珠山ロープウェイ
- 昭和新山
- 昭和新山熊牧場
- 昭和新山ガラス館
- 三松正夫記念館
- 横綱北の湖記念館

温泉
- 洞爺湖温泉
- 洞爺温泉
- 仲洞爺温泉
- 壮瞥温泉

キャンプ場
- 仲洞爺キャンプ場
- グリーンステイ洞爺湖
- 水辺の里財田キャンプ場

道の駅・水の駅
- 道の駅とうや湖
- とうや水の駅

## 参考画像

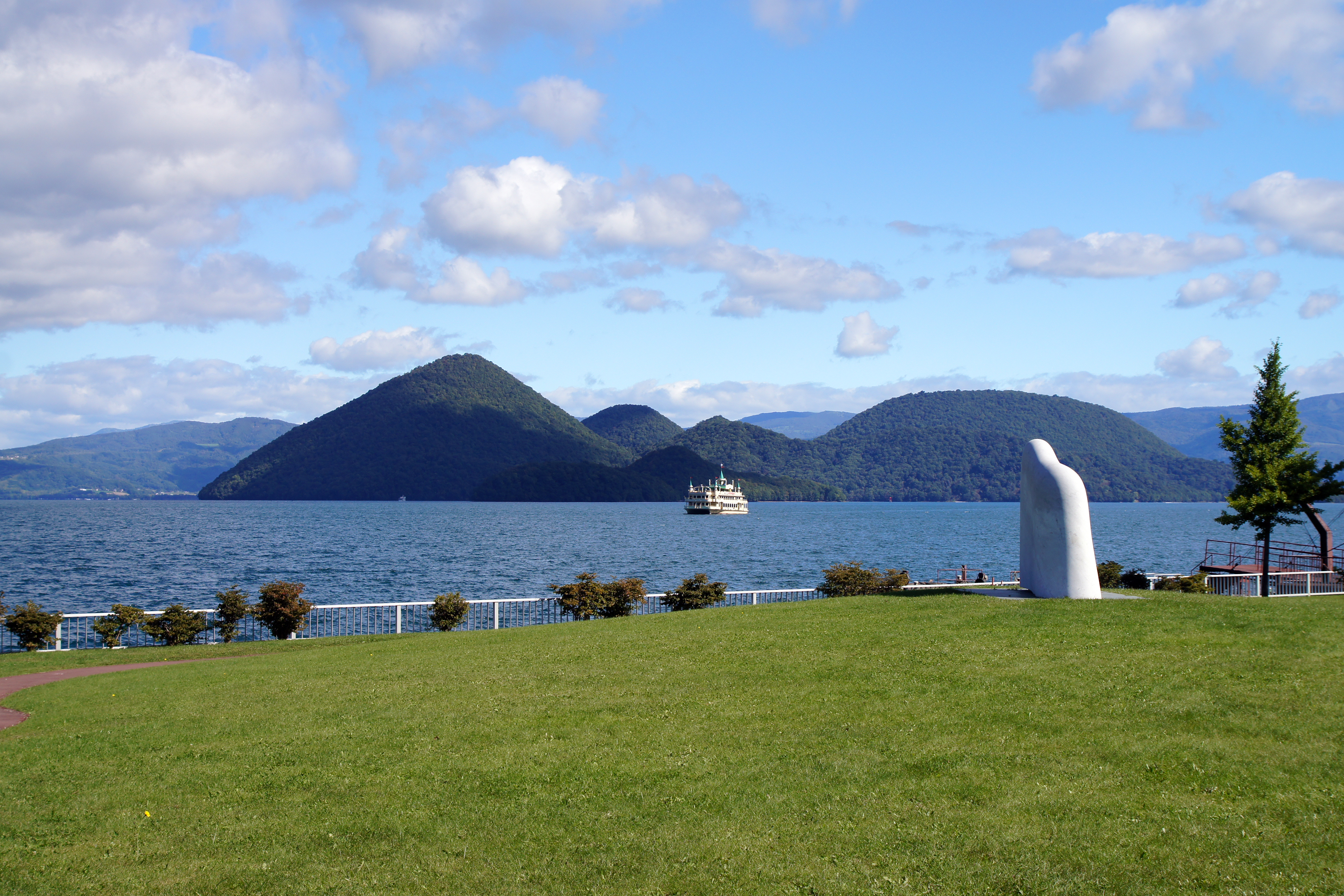
洞爺湖と中島（2013年9月）
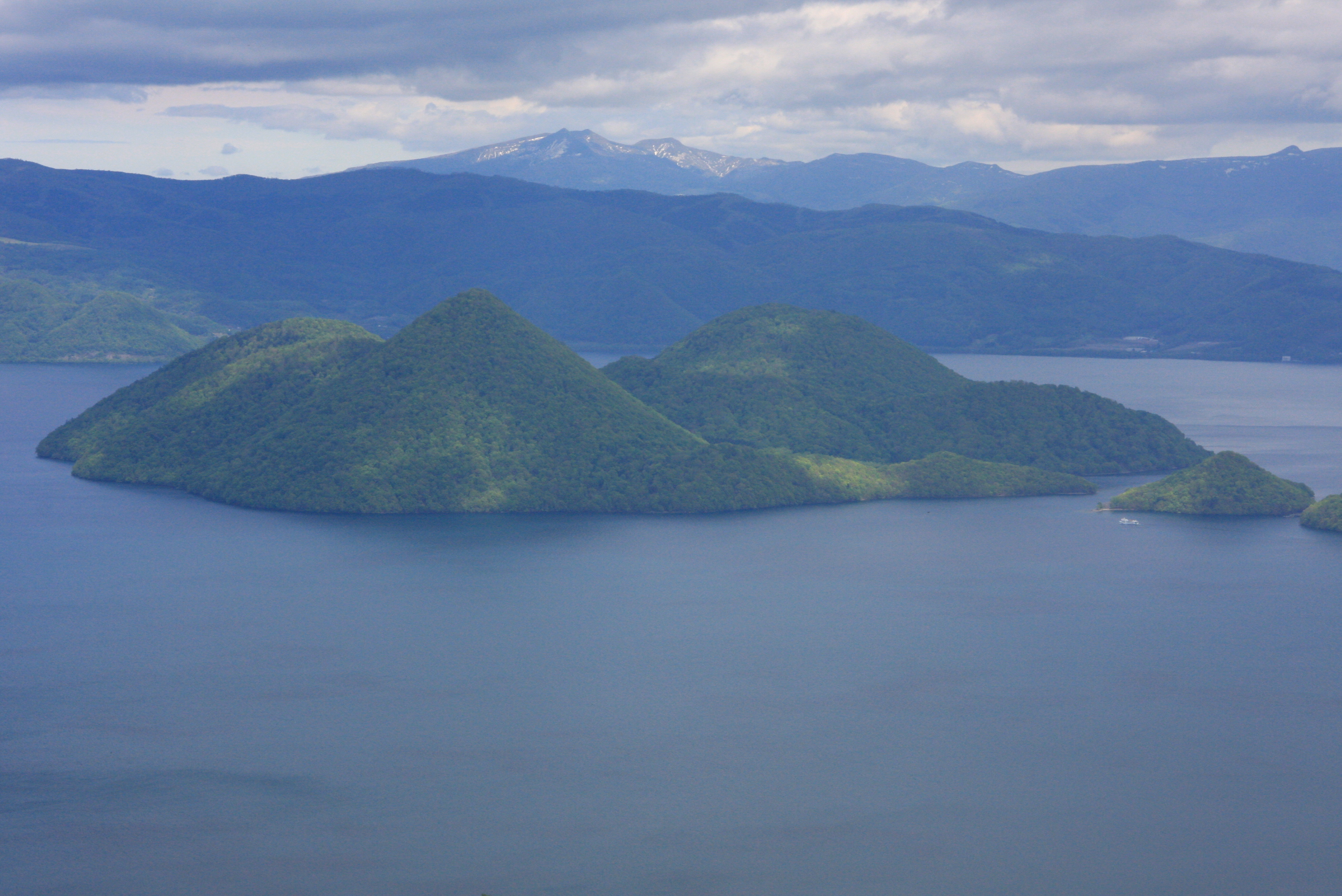
ポロモイ山から望む中島（2009年5月）
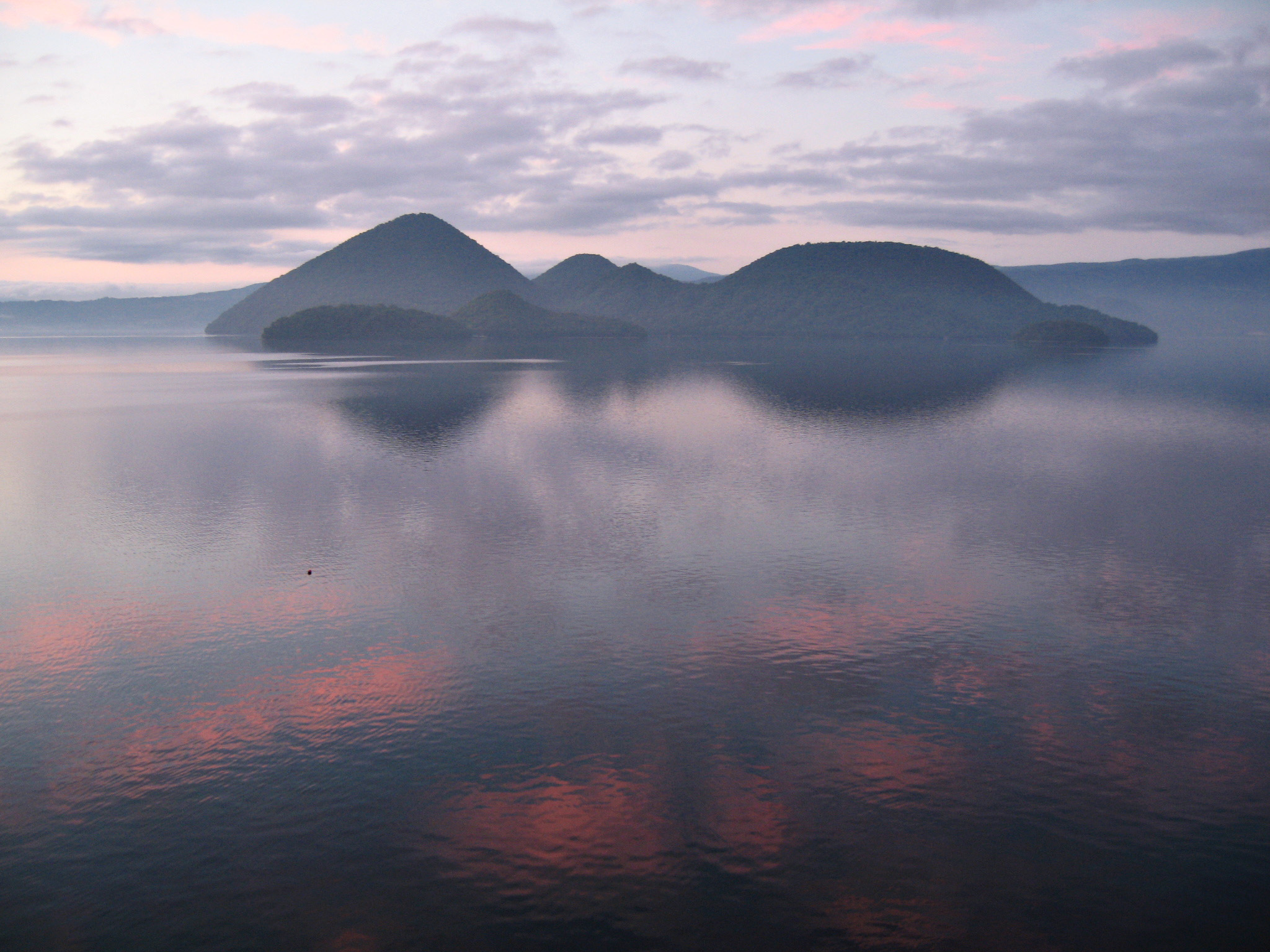
湖面が凪いでいる洞爺湖（2007年8月）
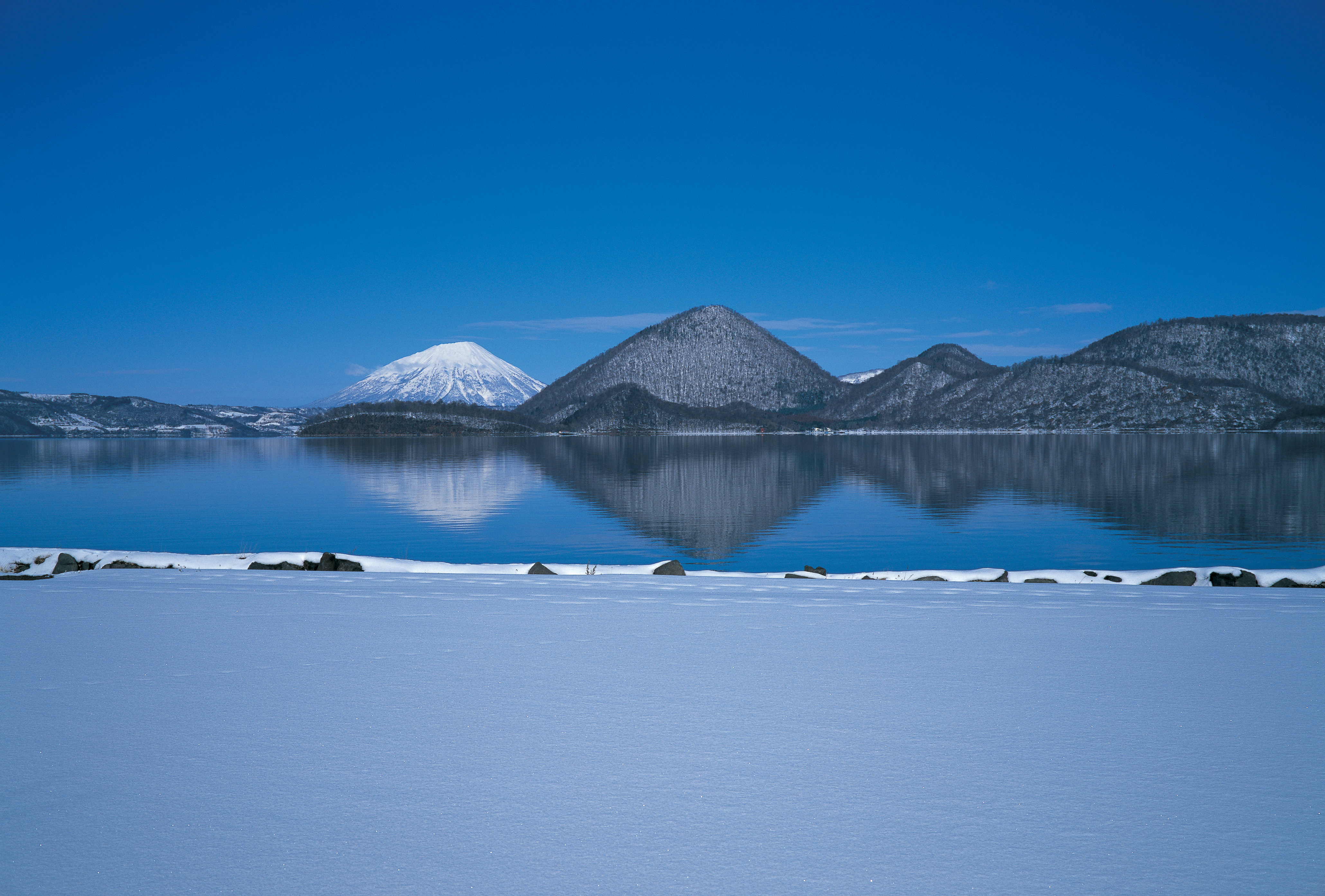
冬の洞爺湖
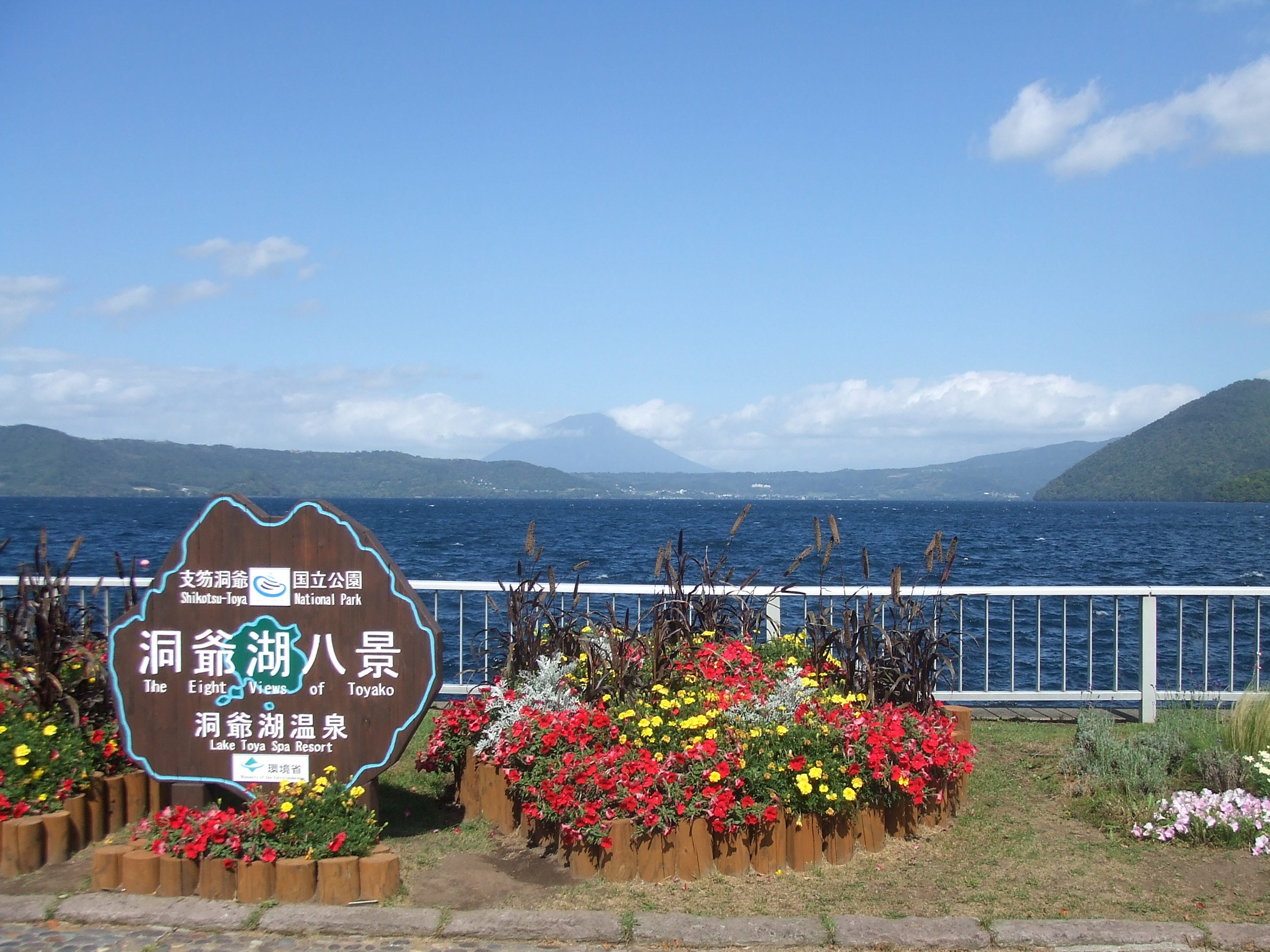
洞爺湖温泉付近からの眺望（2008年9月）
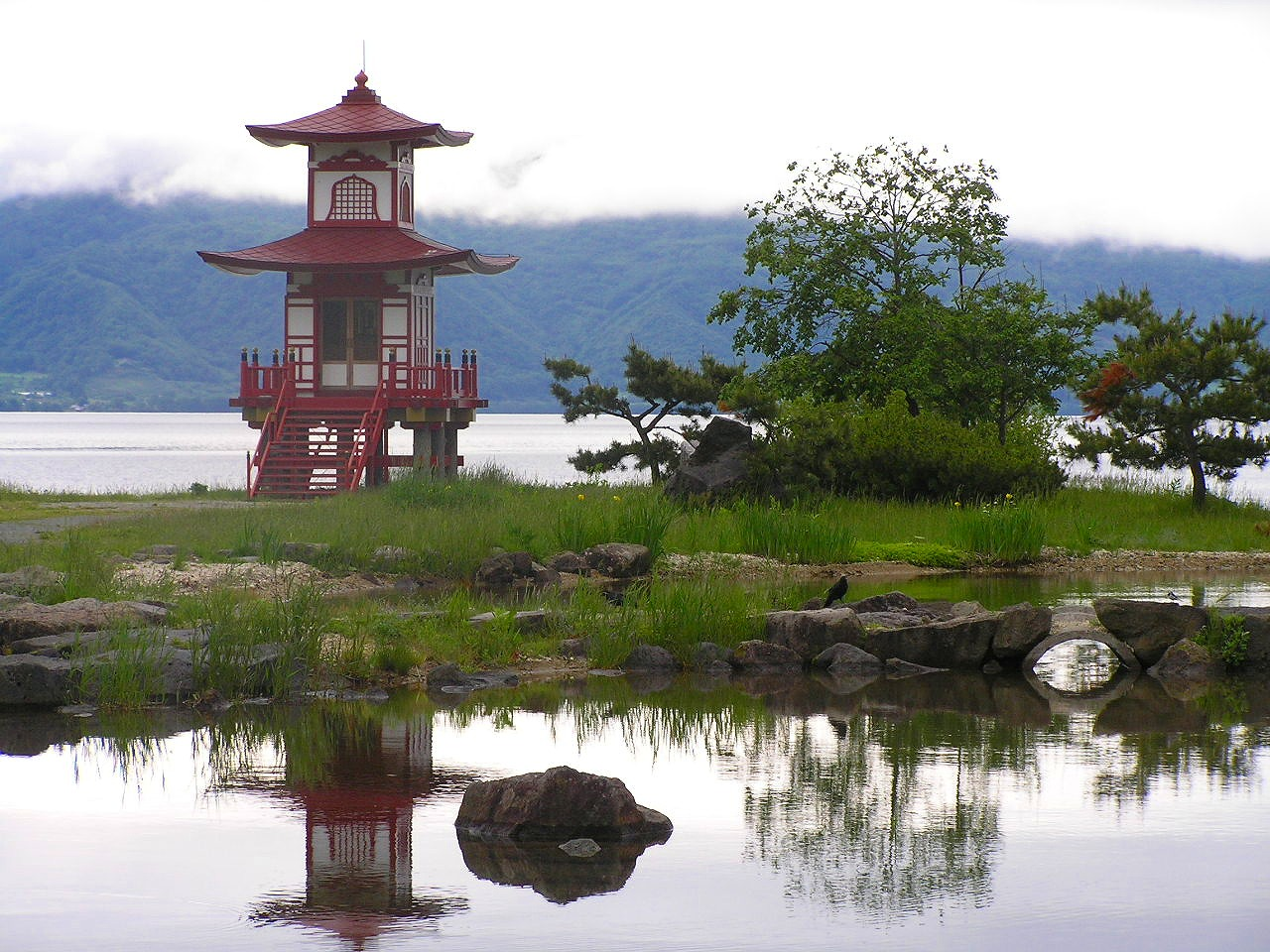
湖の北岸にある浮見堂公園（2006年6月）
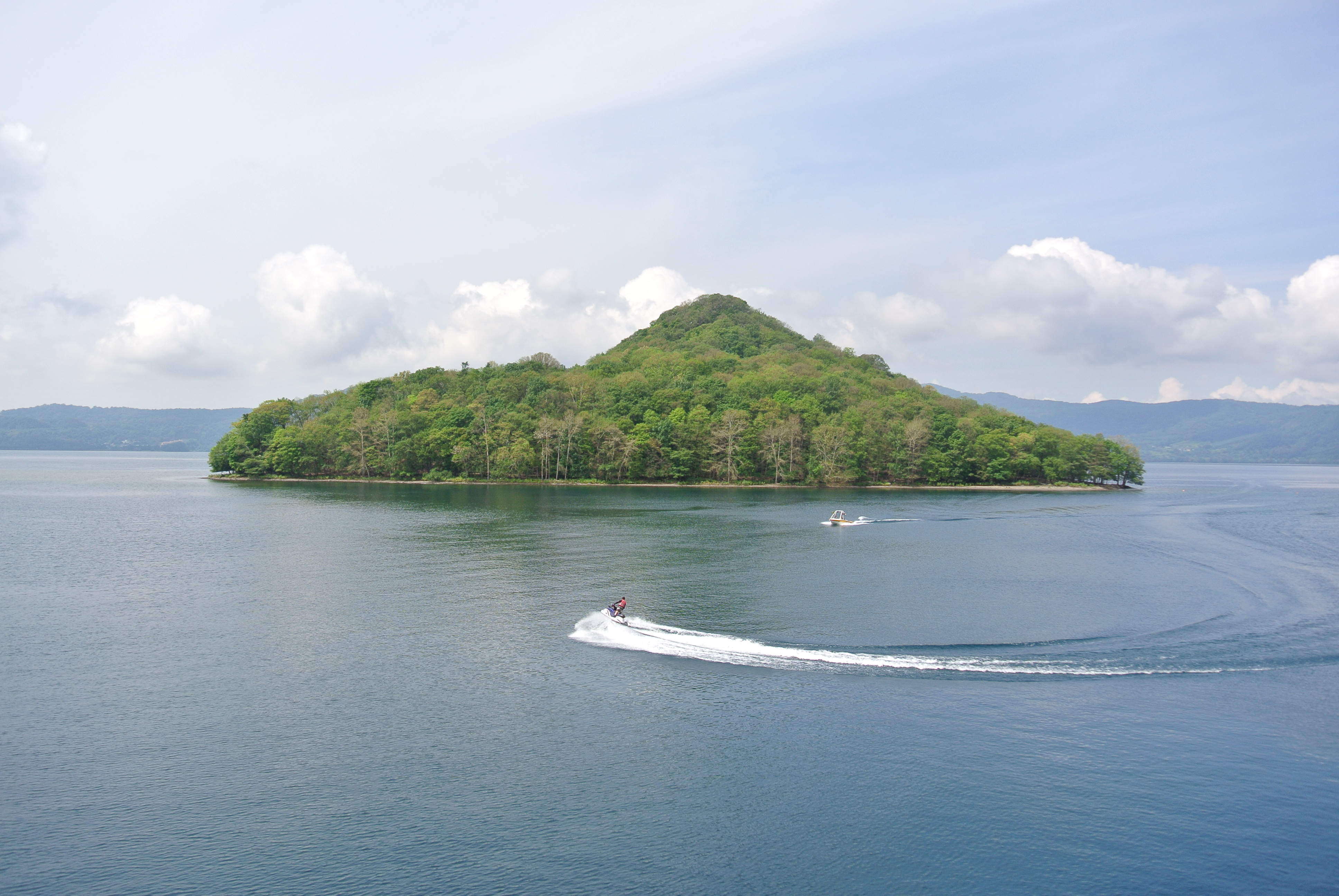
洞爺湖と中島（2014年8月）
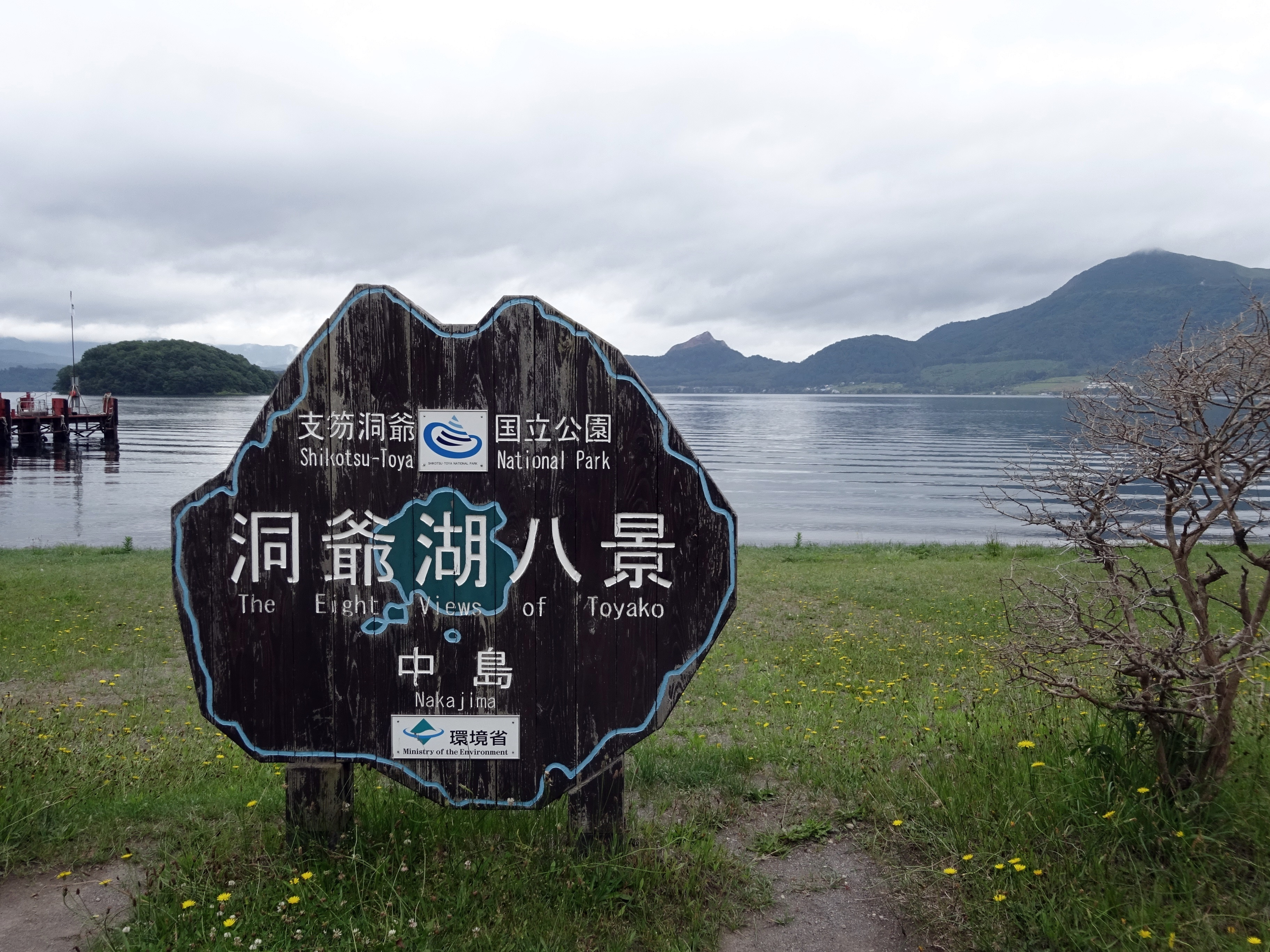
洞爺湖の大島（中島）に所在するモニュメント（2022年6月）
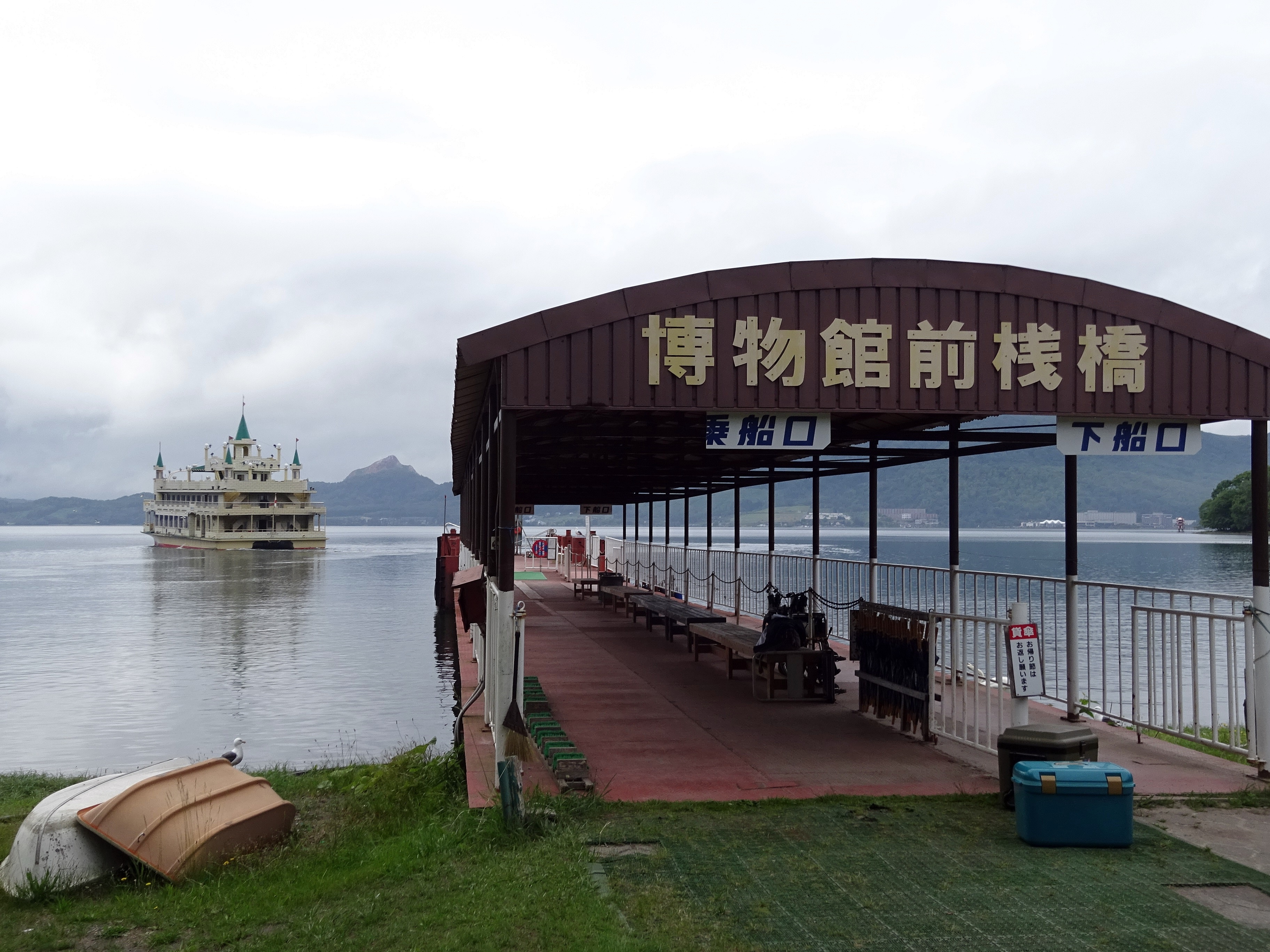
博物館前桟橋（2022年6月）
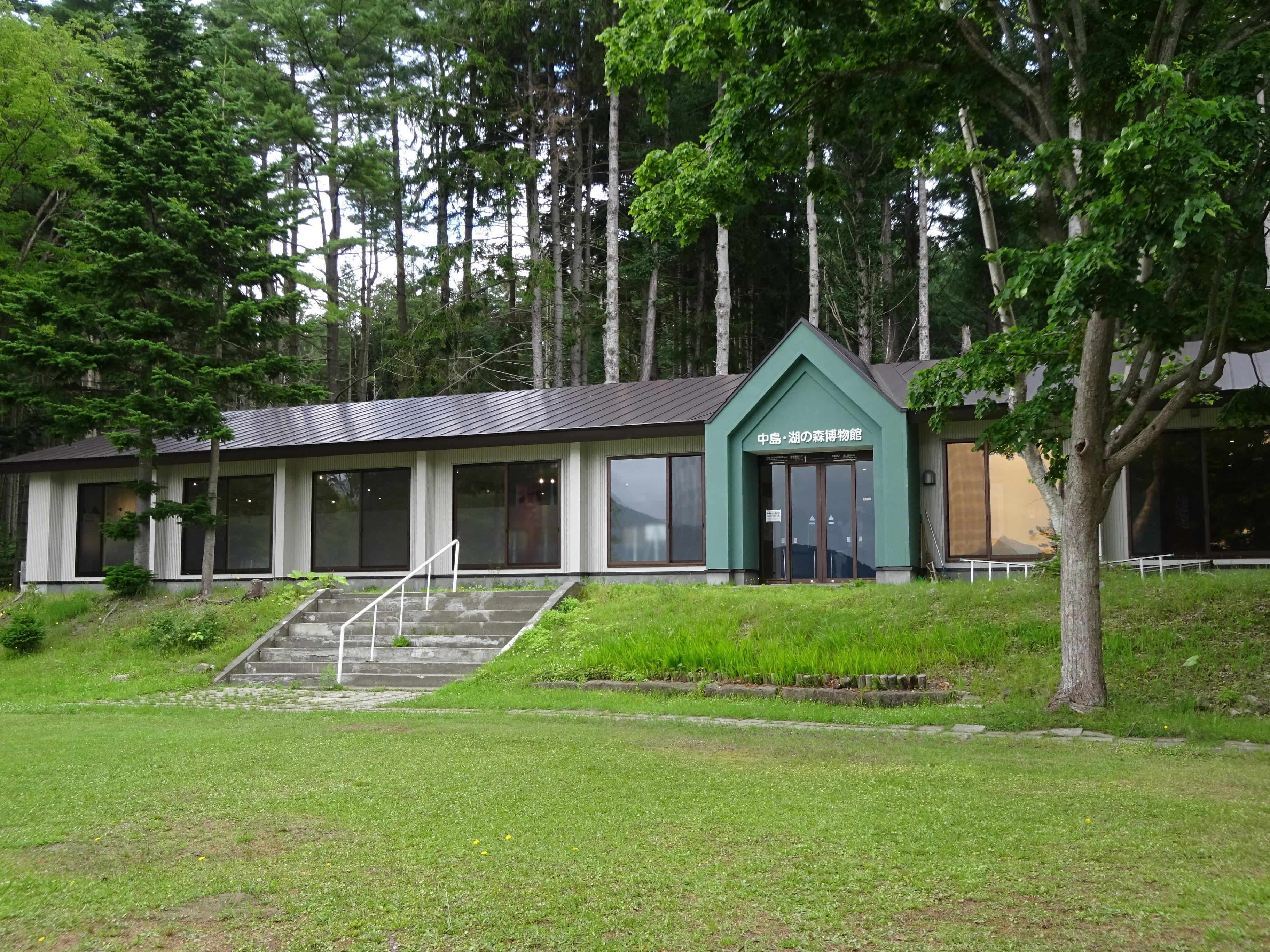
中島・湖の森博物館（2022年6月）

## 洞爺湖が舞台（ロケ地）となった作品
映画
- 『リメインズ 美しき勇者たち』（1990年）
- 『ギララの逆襲/洞爺湖サミット危機一発』（2008年）
- 『しあわせのパン』（2012年）

テレビドラマ
- 『ゆうひが丘の総理大臣』（1979年）
- 『スチュワーデス刑事』（2003年）
- 『温泉（秘）大作戦』（2013年）

テレビアニメ
- 『天体のメソッド』（2014年）- 作中で舞台となる「霧弥湖町」は洞爺湖温泉周辺がモデルとされており、実際には「洞爺湖」とされている施設名などが「霧弥湖」とされている以外は、道南バス洞爺湖温泉ターミナル他の施設や街並みがほぼそのまま登場している。

テレビ番組
- 『Wild Hokkaido!』（NHKワールドTV及びNHK-GTV(北海道地区のみ)、2017年6月11日放送回）
- 『ブラタモリ』（NHK-GTV、2017年11月4日放送回）

漫画
- 空知英秋『銀魂』 - 主人公坂田銀時の木刀には、「洞爺湖」の文字が刻まれている。このことにより、「洞爺湖」と刻まれた木刀が観光客の土産品として人気を集めた。

ゲームソフト
- ニンテンドーDS『DS湯けむりサスペンスシリーズ フリーライター 橘 真希 「洞爺湖・七つの湯・奥湯の郷」取材手帳』

ほか